# Podhajczyki (obwód iwanofrankiwski)
Podhajczyki (ukr. Підгайчики) – wieś na Ukrainie, w obwodzie iwanofrankiwskim, w rejonie kołomyjskim.
Znajdują się tu drewniana cerkiew prawosławna pw. Zwiastowania Przenajświętszej Bogurodzicy z 1854 r. oraz przystanek kolejowy Podhajczyki, położony na linii Kołomyja – Stefaneszty.
W II Rzeczypospolitej wieś w powiecie kołomyjskim województwa stanisławowskiego.
W marcu 1944 nacjonaliści ukraińscy z OUN-UPA zamordowali tutaj 40 Polaków.